# Banpresto
Công ty TNHH Banpresto (株式会社バンプレスト Kabushiki gaisha Banpuresuto) (株式会社 バ ン プ レ ス ト , Kabushiki gaisha Banpuresuto) là một công ty đồ chơi Nhật Bản, đồng thời từng là nhà phát triển và phát hành trò chơi điện tử, có trụ sở tại Tòa nhà Shinagawa Seaside West ở Shinagawa, Tokyo. Phiên bản hiện tại của công ty được thành lập vào ngày 1 tháng 4 năm 2008, với trọng tâm là kinh doanh đồ chơi tiêu dùng. Công ty đã giải thể vào tháng 2 năm 2019 và kết hợp với Bandai Spirits, với công ty mới thừa hưởng tất cả các thương hiệu và nhiệm vụ của Banpresto.

## Lịch sử
Công ty ban đầu được thành lập vào tháng 4 năm 1977 với tên Công ty TNHH Hoei Sangyo. Trong những năm 1980, nó hoạt động chủ yếu với tư cách là nhà thầu phụ cho Sega và bộ phận máy game thùng của nó, và công ty được đổi tên thành Coreland năm 1982. Nó bắt đầu bị sở hữu một phần bởi Bandai vào năm 1989, khi nó chuyển sang tên hiện tại. Nó đã trở thành một công ty con thuộc sở hữu của Tập đoàn Bandai Namco vào tháng 3 năm 2006.
Banpresto đã tạo ra một loạt các trò chơi điện tử chỉ có phát hành ở Nhật, đáng chú ý nhất là loạt Seri Super Robot Wars/Super Robot Taisen. Các dự án khác bao gồm các trò chơi gắn liền với anime như trò chơi bóng rổ Slam Dunk và Tenchi Muyou! Game Hen. Banpresto cũng đã phát triển seri Another Century's Episode khi hợp tác với FromSoftware và loạt trò chơi Compati Hero kết hợp thương hiệu Ultraman, Kamen Rider và Gundam. Banpresto cũng làm cho một số loại trò chơi cần trục. Khi còn là Coreland, công ty đã sản xuất một số trò chơi cho Sega, bao gồm cả Pengo, Chiến binh 4-D và Tôi xin lỗi.
Phòng phát triển game của Banpresto đã được sáp nhập với BEC để thành lập công ty kế thừa BB Studio, được ủy quyền cho Bandai Namco Games vào ngày 1 tháng 4 năm 2008